# 安寧花園
安寧花園（英語：On Ning Garden）是香港的一個私人參建居屋屋苑，地址為新界將軍澳第四十區坑口常寧路10號，

## 屋苑資料

### 概要
安寧花園由馬海建築師事務所有限公司設計，由CFE Engineering &  Contracting Limited 及德榮建築（集團）有限公司（今標準資源）組成附屬公司「Hening Investment Ltd」合作發展。
屋苑於1990年落成，鄰近港鐵坑口站，安寧花園共設6座合共2300個住宅單位及200個車位，物業管理公司為康業服務有限公司。屋苑使用八達通系統出入。
1991年5月27日至2004年6月18日期間曾一度為九龍巴士91M線的將軍澳總站。

### 樓宇
| 樓宇名稱（座號） | 樓宇類型                      | 落成日期   | 層數 | 每層伙數 | 每座單位數目 | 建築師                   | 承建商   | 提供的升降機廠商 |
| ---------------- | ----------------------------- | ---------- | ---- | -------- | ------------ | ------------------------ | -------- | ---------------- |
| 第1座            | 私人參建居屋樓宇 （十字井型） | 1990年12月 | 38   | 10       | 380          | 馬海建築師事務所有限公司 | 德榮建築 | 奧的斯           |
| 第2座            | 私人參建居屋樓宇 （十字井型） | 1990年12月 | 38   | 10       | 380          | 馬海建築師事務所有限公司 | 德榮建築 | 奧的斯           |
| 第3座            | 私人參建居屋樓宇 （十字井型） | 1990年12月 | 38   | 10       | 380          | 馬海建築師事務所有限公司 | 德榮建築 | 奧的斯           |
| 第4座            | 私人參建居屋樓宇 （十字井型） | 1990年12月 | 39   | 10       | 390          | 馬海建築師事務所有限公司 | 德榮建築 | 奧的斯           |
| 第5座            | 私人參建居屋樓宇 （十字井型） | 1990年12月 | 39   | 10       | 390          | 馬海建築師事務所有限公司 | 德榮建築 | 奧的斯           |
| 第6座            | 私人參建居屋樓宇 （十字井型） | 1990年12月 | 38   | 10       | 380          | 馬海建築師事務所有限公司 | 德榮建築 | 奧的斯           |

### 配套設施
屋苑設有小型商場、乒乓球桌、籃球場及滾軸溜冰場等設施，每座之間設有有蓋行人道。安寧花園小型商場內設幼稚園大樓，2012學年開始為綠茵英文（國際）幼稚園（常寧路）分校。
屋苑以外，亦可步行到鄰近的東港城、TKO Gateway、TKO街市、連理街、南豐廣場等大型商場及街市購物或用膳。

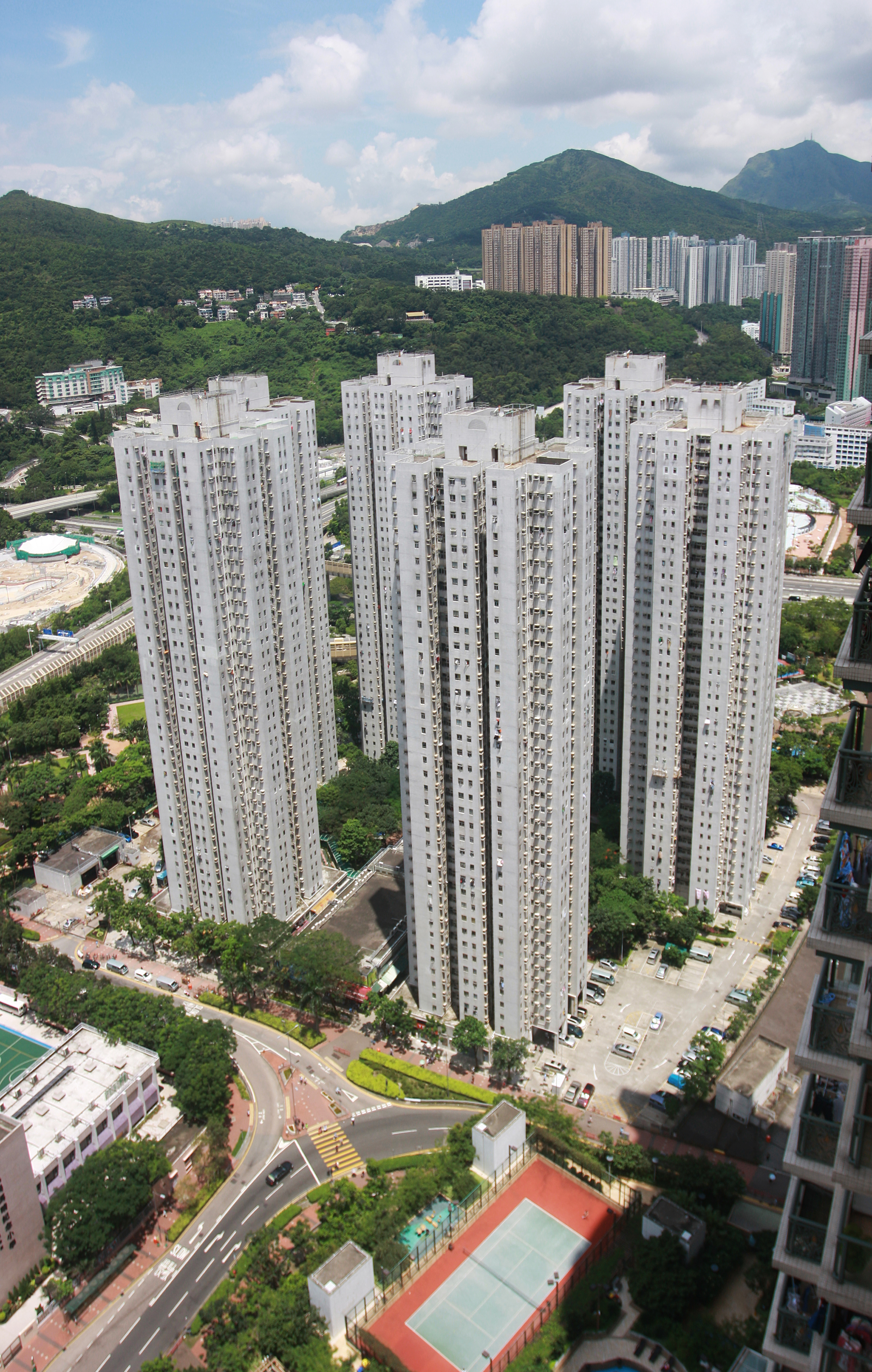
俯瞰安寧花園及露天停車場
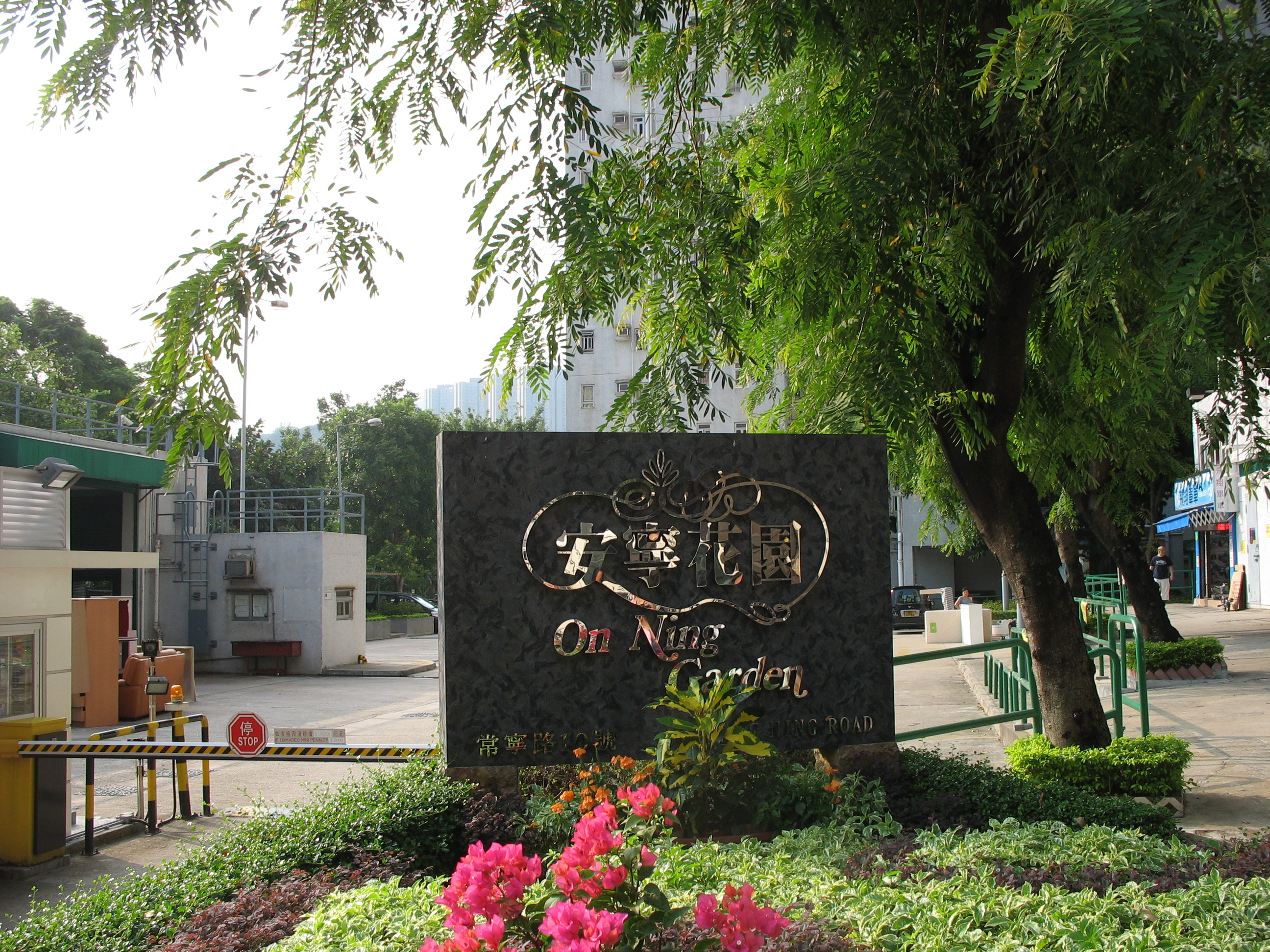
屋苑牌匾
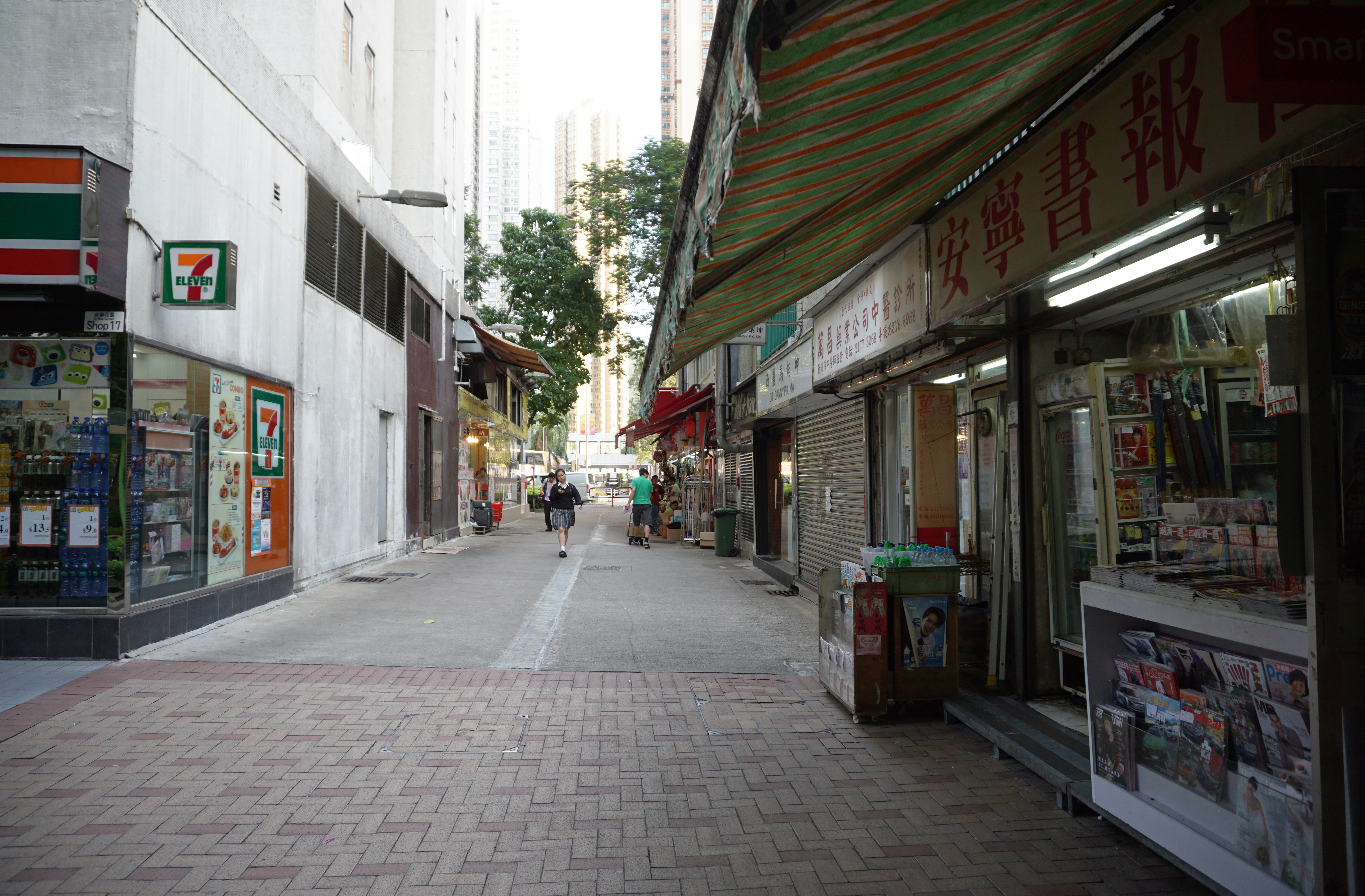
安寧花園商場
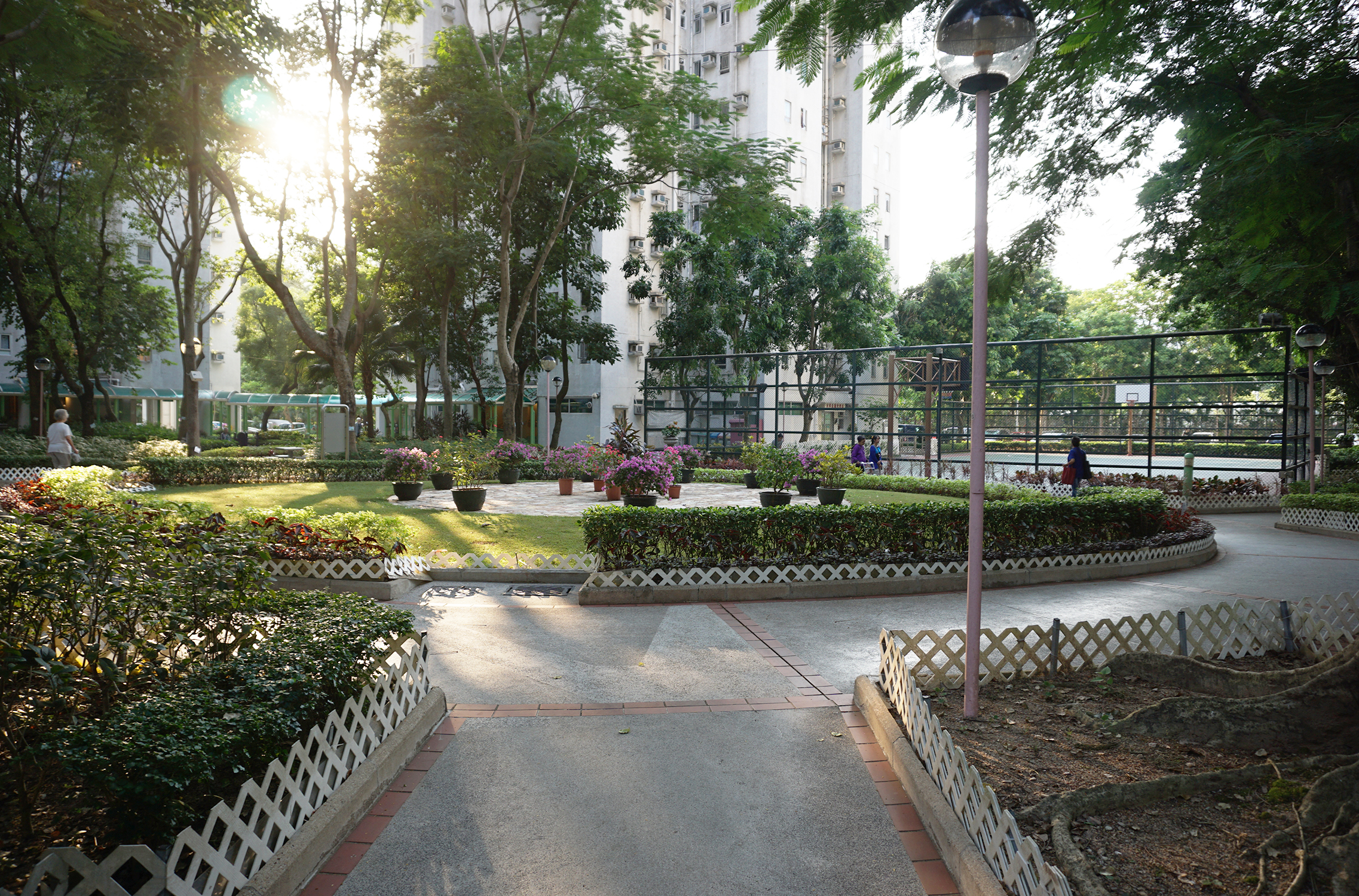
園景及籃球場
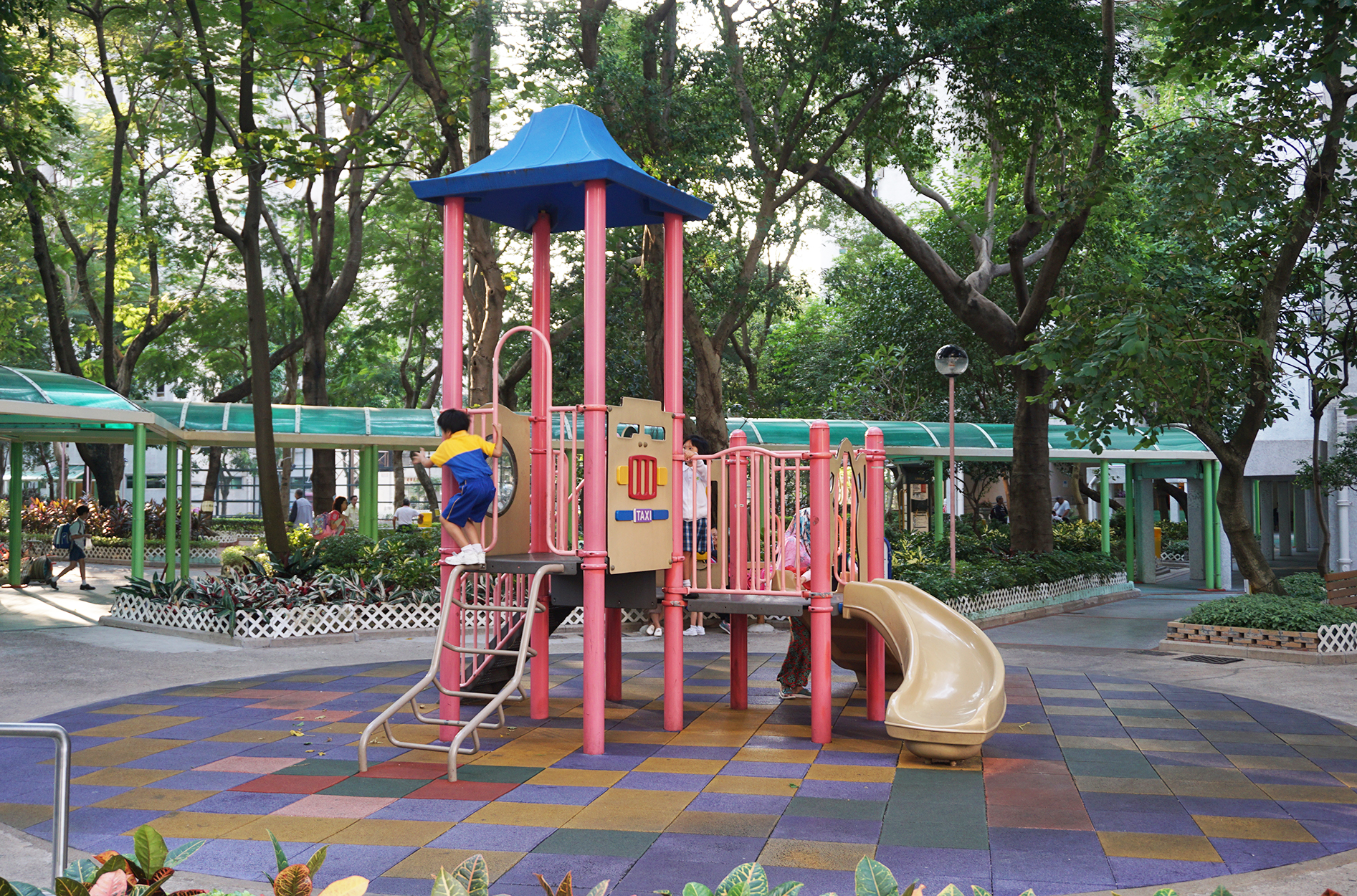
兒童遊樂場
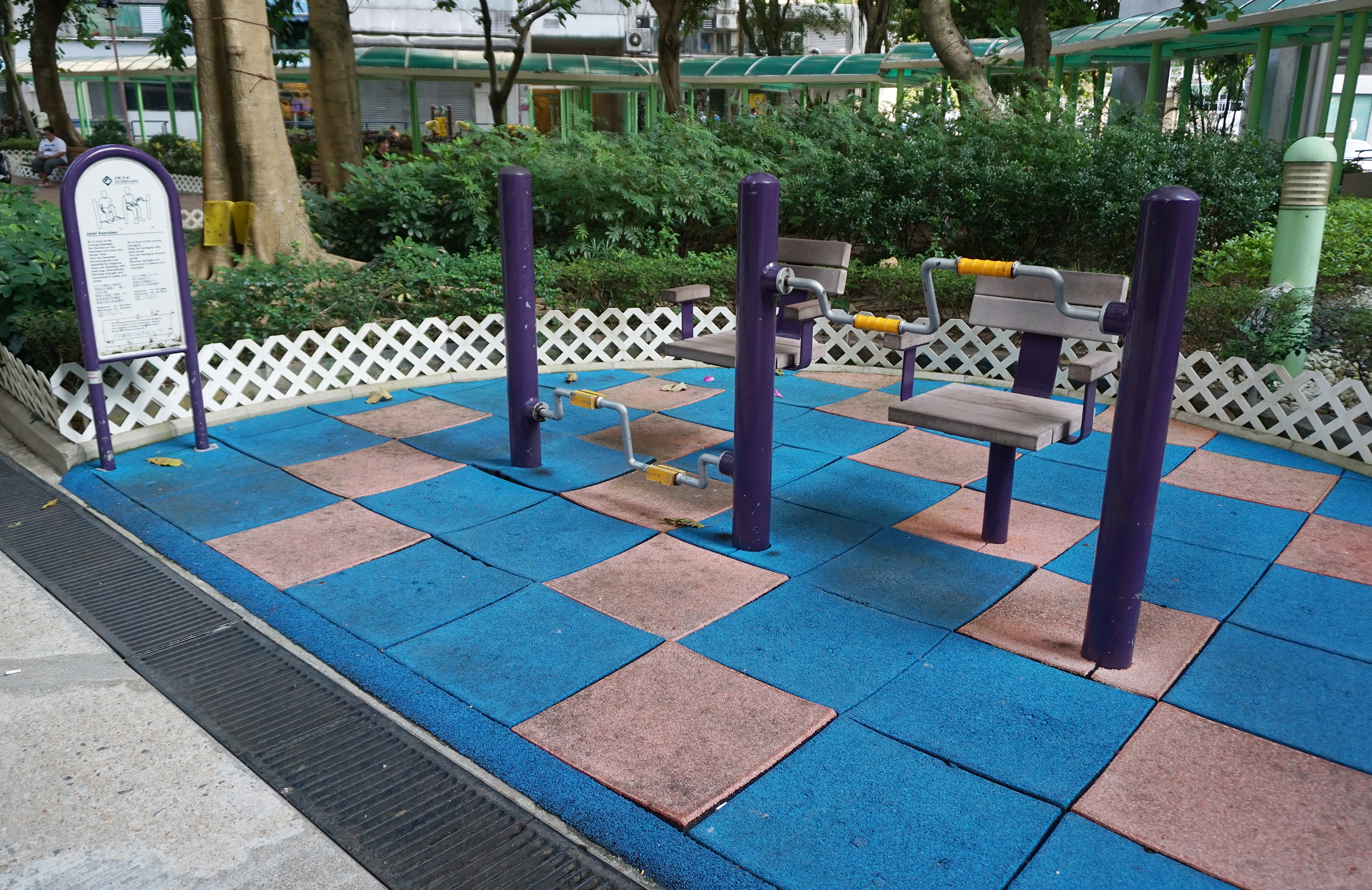
健體區
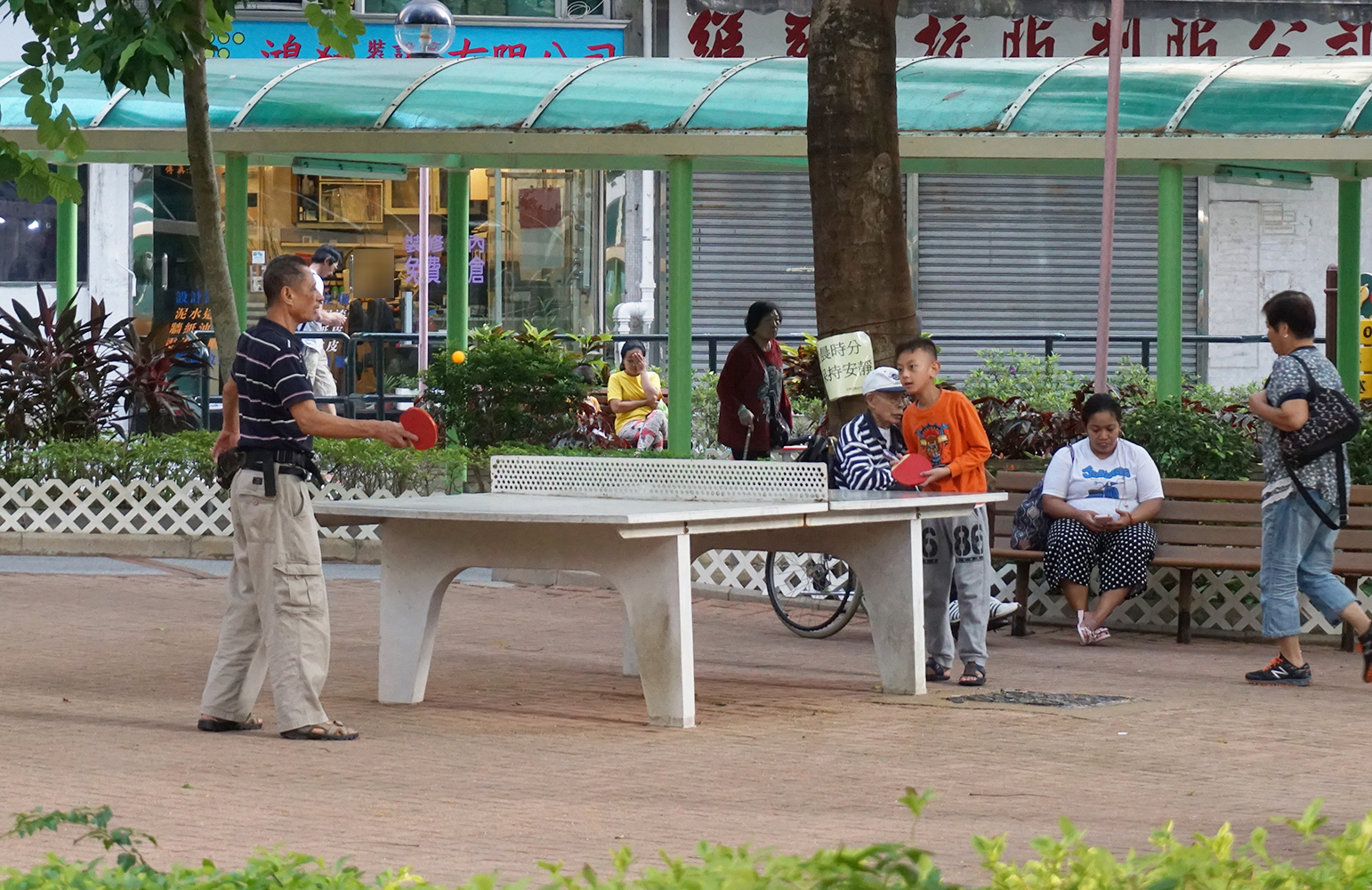
乒乓球桌

## 著名住客
- 梁里，香港區議員[3]。

## 鄰近文康設施
- 常寧遊樂場
- 坑口文曲里公園
- 香港單車館
- 香港單車館公園
- 將軍澳運動場
- 將軍澳體育館
- 將軍澳游泳池
- 將軍澳公共圖書館
- 西貢將軍澳政府綜合大樓

## 事件

### 非法勞工被捕
1990年6月8日，警方在將軍澳區內兩個建築地盤（包括當時仍未落成的安寧花園），一共拘捕30名來自東莞及台山的非法勞工，以及2名聘用他們的外判商。在搜捕期間，其中五人更試圖跳海逃走，但最後仍然被捕。

### 沉降問題
安寧花園自1991年入伙曾出現多方面的結構問題，包括地陷、大廈牆身有裂縫等，入伙後2個月內居民就作出2800多次投訴。1993年，發展商承諾在10年內維修因地陷所致的損毀，但到1995至1997年聲稱裂痕並非由地陷所引致，之後未有再修理。發展商亦無視房署的請求。
1997年11月，屋苑多達266處出現石屎剝落和裂縫問題，約600名居民聯同區議員周賢明到特首辦遞交請願信和靜坐，要求董建華協助業主解決問題。其後政府承諾會維修安寧花園。
1999年4月24日起，地鐵將軍澳綫動工，導致坐落於填海區的安寧花園土地出現不正常沉降達70毫米。同年11月22日晚上，約百多名居民到坑口站地盤抗議，要求地鐵公司交出勘察報告。地鐵在2000年起逐一維修地陷引致的損毀。
時任運輸局首席助理局長表示，政府於1999年年初首次接獲有關問題的報告，並就該問題進行的獨立勘查，於2000年11月完成。根據勘查所得結果，是由於填海區下層土壤的地下水大量流失，地下水流入建於將軍澳填海區外的「淨化海港計劃」第1期隧道所致，而樓宇結構仍屬安全的。

### 防暴警察衝入屋苑事件

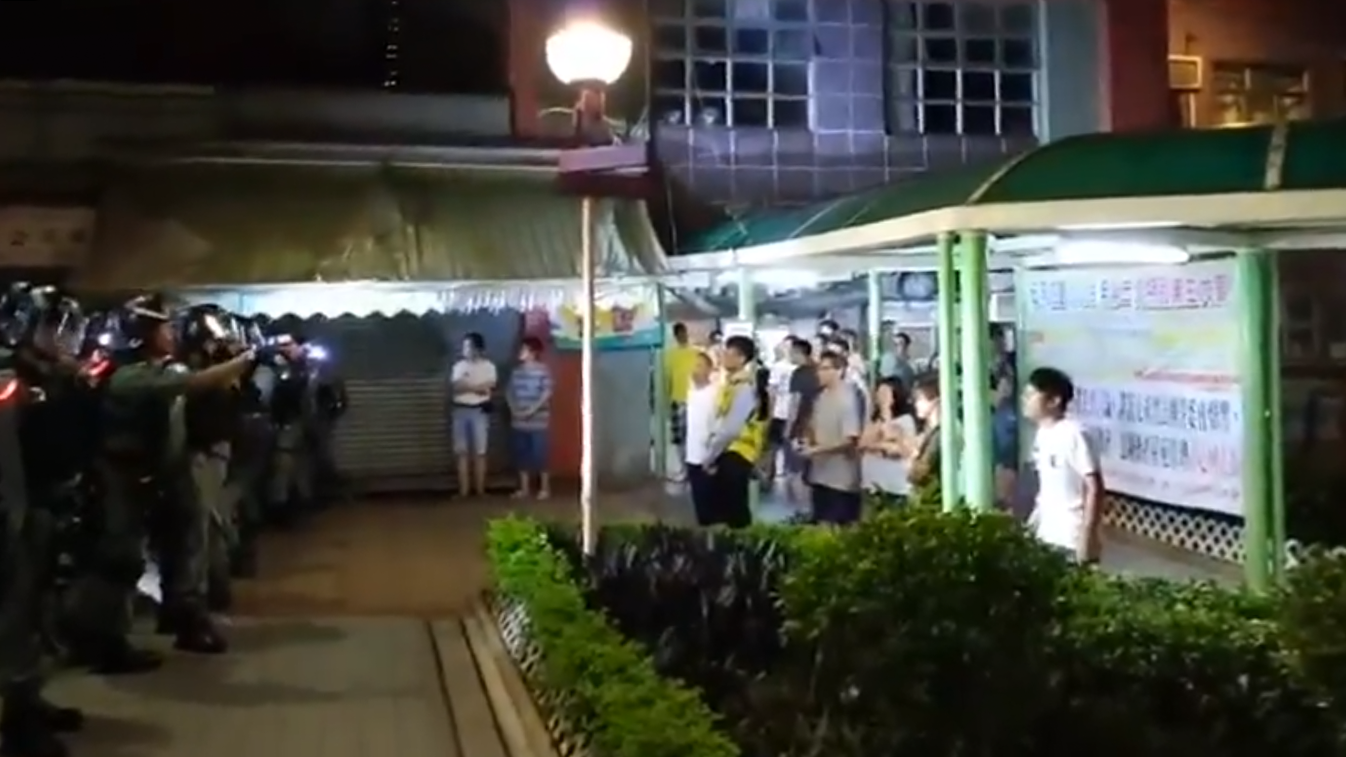
防暴警員指罵安寧花園居民

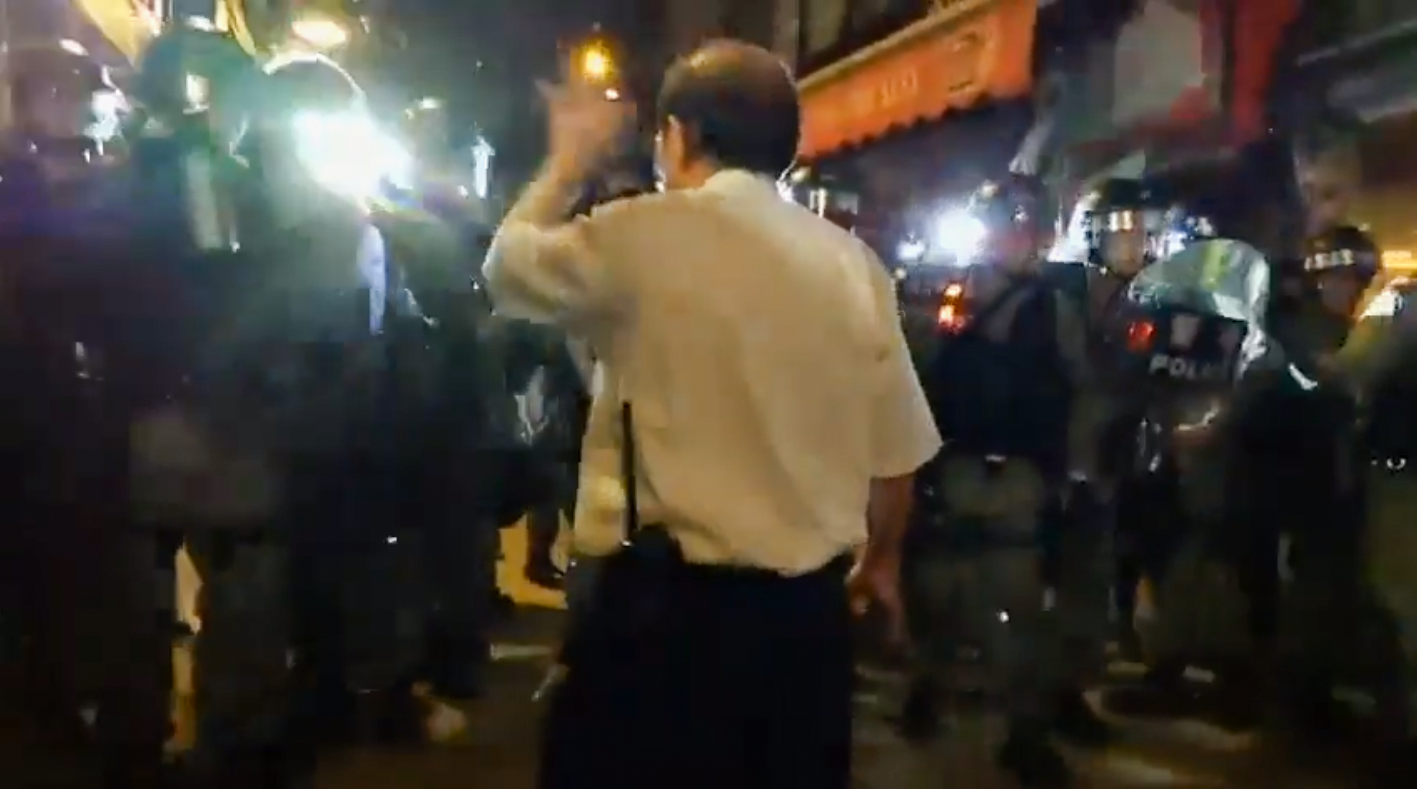
保安以私人地方為由，拒絕警方進入

2019年9月5日，多名防暴警員跑到屋苑商場截查一名女子，引起大批居民強烈不滿和指罵，並且以私人地方為由拒絕警方進入，加上屋苑保安員介入，防暴警員隨後陸續散去。